# بخش سنت آلبنز (شهرستان لیکینگ، اوهایو)
بخش سنت آلبنز (به انگلیسی: St. Albans Township) یک منطقهٔ مسکونی در ایالات متحده آمریکا است که در شهرستان لیکینگ، اوهایو واقع شده‌است.
 بخش سنت آلبنز ۶۸٫۴۵ کیلومتر مربع مساحت و ۲٬۴۴۶ نفر جمعیت دارد و ۳۲۰ متر بالاتر از سطح دریا واقع شده‌است.